# Carl Shy
Carl Leslie Shy, född 13 september 1908 i Los Angeles, död 17 december 1991 i Orange County, var en amerikansk basketspelare.
Shy blev olympisk mästare i basket vid sommarspelen 1936 i Berlin.